# Evropský komisař pro hospodářství
Evropský komisař pro hospodářství je členem Evropské komise. Současným komisařem pro hospodářství je Paolo Gentiloni.
V letech 2014 až 2019 byl tento post nazýván komisařem pro hospodářské a finanční záležitosti, daně a cla. Do roku 2014 byl nazýván komisařem pro daňovou a celní unii, audit a boj proti podvodům. Tento post byl před rokem 2010 rozdělen, přičemž audit spadal pod komisaře pro administrativní záležitosti. V roce 2014 byl post zrušen, když Junckerova komise sloučila tento post s portfoliem hospodářských a finančních záležitostí.
Tento post je odpovědný za celní unii EU a daňovou politiku. Evropská unie má celní unii od vytvoření Evropského hospodářského společenství a tato unie se rozšiřuje i na Turecko, Andorru a San Marino. Od roku 2010 má post na starosti také audit (rozpočtové schvalování, interní audit, boj proti podvodům), konkrétně Interní auditní službu a Evropský úřad pro boj proti podvodům.

## Seznam komisařů
| Portrét | Portrét | Jméno            | Strana        | Skupina | Země               | Období    | Komise              |
| ------- | ------- | ---------------- | ------------- | ------- | ------------------ | --------- | ------------------- |
|         |         | Frits Bolkestein | VVD           | ELDR    | Nizozemsko         | 1999–2004 | Prodi (Zdanění)     |
|         |         | Neil Kinnock     | Labouristická | PES     | Spojené království | 1999–2004 | Prodi (Audit)       |
|         |         | László Kovács    | MSZP          | PES     | Maďarsko           | 2004–2010 | Barroso I (Zdanění) |
|         |         | Siim Kallas      | ER            | ALDE    | Estonsko           | 2004–2010 | Barroso I (Audit)   |
|         |         | Algirdas Šemeta  | TS–LKD        | EPP     | Litva              | 2010–2014 | Barroso II          |
|         |         | Pierre Moscovici | PS            | S&D     | Francie            | 2014–2019 | Juncker             |
|         |         | Paolo Gentiloni  | PD            | S&D     | Itálie             | 2019–2024 | Von der Leyenová I  |